# Пак Поён
Пак Боён (кор. 박보영, род. 12 февраля 1990 года, Чынпхён, Южная Корея) — южнокорейская актриса. Обладательница премий «Голубой дракон» (2009) и «Пэксан» (2009), известная по ролям в фильмах «Быстрый скандал» (2008), «Парень-оборотень» (2012) и сериалах «Сильная девушка До Бон Сун» (2017), «Бездна» (2019).

## Биография

### Ранние годы и образование
Пак Боён родилась 12 февраля 1990 года в уезде Чынпхён провинции Чхунчхон-Пукто. Вторая из трёх дочерей в семье военного — её отец 34 года служил в спецназе. Окончила:
- Начальную и среднюю школу Чхунпхён
- Коммерческую старшую школу Тэсон
- Университет Тангук (факультет театра и кино)

### Начало карьеры
Дебютировала в 2006 году в подростковой драме EBS «Тайны школьного двора» (비밀의 교정). Первую известность получила после роли в сериале «Король и я» (2007).

## Карьера

### Кино
В 2008 году сыграла главную роль в комедии «Быстрый скандал», которая собрала 8,3 млн зрителей. За эту работу получила 11 наград, включая:
- «Голубой дракон» — лучшая новичок
- «Пэксан» — лучшая дебютантка (кино)

Мировую славу принесла роль в мелодраме «Парень-оборотень» (2012) с Сон Чжун Ки, ставшем самым кассовым корейским фильмом года (7 млн зрителей).

### Телевизионные проекты
| Год  | Название             | Роль       | Примечания   |
| ---- | -------------------- | ---------- | ------------ |
| 2015 | «О моя Венера»       | Кан Чуын   | Камео        |
| 2017 | «Силачка До Бон Сун» | До Бон Сун | Главная роль |
| 2019 | «Бездна»             | Ли Ми До   | Главная роль |

## Личная жизнь

### Благотворительность
С 2015 года является амбассадором ЮНИСЕФ в Южной Корее. В 2020 году пожертвовала 30 млн вон (≈$27 000) на борьбу с COVID-19.

### Избранные фильмы
- 2008 — «Скандалисты»
- 2012 — «Парень-оборотень»
- 2015 — «Вы называете это страстью?»
- 2018 — «В день твоей свадьбы»
- 2021 — «Однажды разрушение вошло в двери моего дома»

## Награды и признание

### Премии и номинации
| Награда                                 | Год  | Категория                   | Работа                          | Результат | Прим.  |
| --------------------------------------- | ---- | --------------------------- | ------------------------------- | --------- | ------ |
| Премия «Голубой дракон»                 | 2009 | Лучшая новая актриса        | «Скандалисты»                   | Победа    | [ 5 ]  |
| Премия «Голубой дракон»                 | 2023 | Приз зрительских симпатий   | «Выжившие. Бетонная утопия»     | Победа    | [ 6 ]  |
| Премия «Пэксан»                         | 2009 | Лучшая новая актриса (кино) | «Скандалисты»                   | Победа    | [ 7 ]  |
| Blue Dragon Series Awards               | 2024 | Лучшая актриса              | «Дневная доза солнечного света» | Победа    | [ 8 ]  |
| The Seoul Awards                        | 2017 | Лучшая актриса (драма)      | «Силачка До Бон Сун»            | Победа    | [ 9 ]  |
| Лондонский кинофестиваль Восточной Азии | 2023 | Лучшая актриса              | «Выжившие. Бетонная утопия»     | Победа    | [ 10 ] |
| Buil Film Awards                        | 2023 | Звезда года (женщина)       | «Выжившие. Бетонная утопия»     | Победа    | [ 11 ] |

### Государственные и культурные награды
| Страна           | Организация             | Год  | Награда                   | Прим.  |
| ---------------- | ----------------------- | ---- | ------------------------- | ------ |
| Республика Корея | Минкультуры Южной Кореи | 2017 | Почётная грамота министра | [ 12 ] |
| Республика Корея | Финансовая служба Кореи | 2012 | Грамота председателя      | [ 13 ] |

### Рейтинги и списки
| Издание      | Год  | Список                                   | Позиция    | Прим.  |
| ------------ | ---- | ---------------------------------------- | ---------- | ------ |
| Gallup Korea | 2023 | Актриса года (кино)                      | 15-е место | [ 14 ] |
| Forbes       | 2010 | 40 самых влиятельных знаменитостей Кореи | 30-е место | [ 15 ] |